# Виноградов, Василий Петрович (большевик)
Васи́лий Петро́вич Виногра́дов (1895—1985) — участник революционного движения, партийный и государственный деятель, дважды Герой Социалистического Труда (1975, 1985).

## Биография

Могила Виноградова на Богословском кладбище Санкт-Петербурга.

Родился 7 января 1895 года в деревне Гусаки Кашинского уезда Тверской губернии (ныне Кашинского района Тверской области) в крестьянской семье.
В 1908—1916 годах — рабочий на заводах Петербурга и Ревеля.
Член РСДРП — РКП(б) — ВКП(б) — КПСС с 1915 года. В 1915—1916 годах — член Выборгского РК РСДРП в Петрограде. В 1916 году был арестован, отправлен солдатом в Финляндию.
После Февральской революции — член полкового комитета, депутат Петросовета, секретарь партийной организации Металлического завода в Петрограде. В октябре 1917 года направлен ЦК РСДРП(б) агитатором в Калужскую губернию.
С ноября 1917 года — секретарь партийной организации Металлического завода. В 1918—1920 годах — на политработе в Красной Армии, затем член Петроградского ревтрибунала, комиссар Петроградского округа погранвойск.
Затем находился на ответственной советской, партийной и хозяйственной работе. В 1922—1923 председатель Брянского губисполкома. В 1929—1930 ответственный секретарь Лодейнопольского окружкома ВКП(б).
По окончании Промакадемии (1933) — на административно-хозяйственной работе в Ленинграде. Был директором Металлического завода им. Коминтерна, директором Института радио и акустики в Ленинграде.
Во время обороны Ленинграда 1941—1944 годов — политработник в Красной Армии.
С 1959 на пенсии.
Неоднократно избирался членом Ленинградского обкома КПСС. Председатель Совета ветеранов при обкоме, депутат Ленгорисполкома.
Умер 19 января 1985 года в Ленинграде. Похоронен на Богословском кладбище.

## Награды
- дважды Герой Социалистического Труда: 06.01.1975 — в связи с 80-летием и 04.01.1985 — в связи с 90-летием.
- 3 ордена Ленина (28.10.1967, 06.01.1975, 04.01.1985)
- орден Октябрьской Революции (04.01.1980)[1]
- орден Отечественной войны II степени (26.07.1945)
- орден Трудового Красного Знамени (21.06.1957)
- орден Красной Звезды (07.03.1944)
- орден «Знак Почёта» (17.04.1940) — «за успешную работу и проявленную инициативу по укреплений обороноспособности нашей страны»
- медали

## Память
В Санкт-Петербурге на доме, в котором жил В. П. Виноградов (2-й Муринский проспект, 27), установлена гранитная мемориальная доска с надписью: «В этом доме с 1969 по 1985 год жил Василий Петрович Виноградов, член Коммунистической партии с 1915 года, участник Великой Октябрьской социалистической революции, дважды Герой Социалистического Труда». Архитектор — В. В. Исаева

## Интересные факты
Виноградов В. П., как представитель трудящихся Металлического завода, был участником встречи с Лениным на площади у Финляндского вокзала.